# AKMU
Akdong Musician (hangul: 악동뮤지션), även kända som AKMU, är en sydkoreansk duogrupp bildad 2012. Gruppen består av de två syskonen Lee Chan-hyuk och Lee Su-hyun.
År 2013 vann Akdong Musician den andra säsongen av talangtävlingen K-pop Star på TV-kanalen SBS. Det ledde till skivkontrakt med YG Entertainment som gruppen officiellt debuterade under 2014.

## Medlemmar
| Födelsenamn   | Födelsenamn | Födelsedatum      |
| Romanisering  | Hangul      | Födelsedatum      |
| ------------- | ----------- | ----------------- |
| Lee Chan-hyuk | 이찬혁      | 12 september 1996 |
| Lee Su-hyun   | 이수현      | 4 maj 1999        |

## Diskografi

### Album
| Albuminformation                              | Topplacering          |
| Albuminformation                              | Sydkorea (Gaon Chart) |
| --------------------------------------------- | --------------------- |
| Play (Studioalbum) - Släppt: 7 april 2014     | 1                     |
| Spring (EP-skiva) - Släppt: 4 maj 2016        | 7                     |
| Winter (Studioalbum) - Släppt: 3 januari 2017 | 8                     |

### Singlar
| År   | Titel                    | Topplacering          |
| År   | Titel                    | Sydkorea (Gaon Chart) |
| ---- | ------------------------ | --------------------- |
| 2014 | "200%"                   | 1                     |
| 2014 | "Give Love"              | 4                     |
| 2014 | "Melted"                 | 5                     |
| 2014 | "Time and Fallen Leaves" | 1                     |
| 2016 | "Re-Bye"                 | 1                     |
| 2016 | "How People Move"        | 3                     |
| 2017 | "Last Goodbye"           | 2                     |
| 2017 | "Reality"                | 17                    |

### Soundtrack
| År   | Titel         | Topplacering          | Drama                           |
| År   | Titel         | Sydkorea (Gaon Chart) | Drama                           |
| ---- | ------------- | --------------------- | ------------------------------- |
| 2013 | "I Love You"  | 3                     | All About My Romance            |
| 2016 | "Be With You" | 20                    | Moon Lovers: Scarlet Heart Ryeo |